# پارسیوان
فارسیوان، پارسیوان یا پارسیبان (به [[زبان فارسی|فارسی‌زبانان]]: Форсивон) نامی امروزی برای خطاب کردن فارسی زبانان جهان مخصوصا غرب افغانستان یا دیاسپورای آنها فارغ از وابستگی قومی می‌باشد که به طور خاص، در گذشته برای اشاره به گروه مشخصی از کشاورزان در ایران بزرگ و شهرنشینان استفاده می‌شد. لغتنامه دهخدا درباره دهگان یا دهقان (به فارسی‌زبانان: Деҳқон) بیان کرده است که دهقان در قدیم به فارسی‌زبانانی اصیلِ صاحبِ ملک و زمین اعم از ده‌نشین و شهرنشین گفته می‌شده و مقابلِ تازی و بری پنداشته می‌شده که چادرنشین و بدوی بودند.
این نام در منابع و دانشنامه‌های غربی، به‌عنوان یک قوم جداگانه فارسی‌زبان شیعی غرب افغانستان، جدا از تاجیک‌های افغانستان معرفی شده است. این منابع می‌گویند فارسیوان‌های افغانستان، شاخه‌ای از مردم فارسی‌زبانان اند که به دلیل شباهت‌های مذهبی با فارسی‌زبانان ایران به این نام خوانده می‌شوند.
تاجیکان شمال کابل (کوهدامن، پروان، کاپیسا، پنجشیر) نسبت به‌نام تاجیک بیشتر قومیت خود را پارسیوان یا فارسیبان معرفی می‌کنند در مقابل اوغان (پشتون).
درواقع فارسیوان به افرادی فارغ از قومیت یا تبار گفته می‌شده که به زبان فارسی صحبت میکردند شامل فارسی‌زبانان، تاجیک‌ها، هزاره‌ها، ایماق‌ها و سادات و سایر اقوام افغانستان. همچنین به نقل از برخی منابع پشتون ها به فارسی زبان ها فارسیوان میگویند.

## پیشینه کاربرد
از نخستین کتاب‌هایی که این نام (البته به شکل پرزیوان) در آن دیده شده کتاب «افغانستان» نوشته فریزر تیتلر (Fraser Tytler) است. وی در کتاب خود ذکر می‌کند که افغان‌ها (یعنی پشتون‌ها) تاجیک‌های جدید را پرزیوان می‌نامند.
پس از آن کتابی دیگر به نام «افغانستان و مردمان آن» به زبان فرانسوی و چاپ بلژیک نوشته ژان شارل بلان، در صفحه ۱۴۸ خود نوشت: «تاجیک‌های افغانستان دری‌زبان می‌باشند، مذهب آن‌ها سنی و برخی اسماعیلی است، به علاوه شیعی‌مذهب که فارسی‌بان نامیده می‌شوند هستند.»
پس از آن این عبارت در روزنامه نیویورک‌تایمز چاپ ۱۸۷۱ دیده می‌شود.
در میانه‌های سدهٔ پیش، پژوهندگان ایرانی تاریخ و جغرافیا با برخورد به این نام در منابع غربی به جستجو در مورد چندوچون آن پرداختند.
دکتر محمود افشار، پژوهشگر ایرانی، در صفحه ۱۳۶ سال ۷ مجله آینده یادآور می‌شود که پژوهشگری دیگر به نام آقای حسین داوودی از دانشوران افغانستان در مورد نام پرزیوان/فارسیوان استعلام کرده است و پاسخ ایشان این بوده که چنین نامی را نمی‌شناسند.
ایرج افشار، پژوهشگر دیگر ایرانی در سال ۱۳۶۲ خورشیدی در سوئیس از پاول بوخرر (Paul Buchrer-Dietschi) بنیادگذار کتابخانه افغانی (Bibliotheca Afghanica) و کارشناس مردم‌شناسی افغانستان در مورد واژه پرزیوان پرسش کرده و پاسخ او چنین بوده: «به آن کسانی گفته می‌شود که زبانشان فارسی شبیه فارسی ایران باشد و آن طور که شنیده‌ام بیشتر در مورد مردم هرات به‌کار می‌رود.»